# NGC 4152
NGC 4152 (również PGC 38749 lub UGC 7169) – galaktyka spiralna z poprzeczką (SBc), znajdująca się w gwiazdozbiorze Warkocza Bereniki. Odkrył ją William Herschel 21 marca 1784 roku. Jest to galaktyka z aktywnym jądrem. Należy do Gromady w Pannie.
W galaktyce tej zaobserwowano supernową SN 2009hq.